# Danh sách quân chủ Sardegna

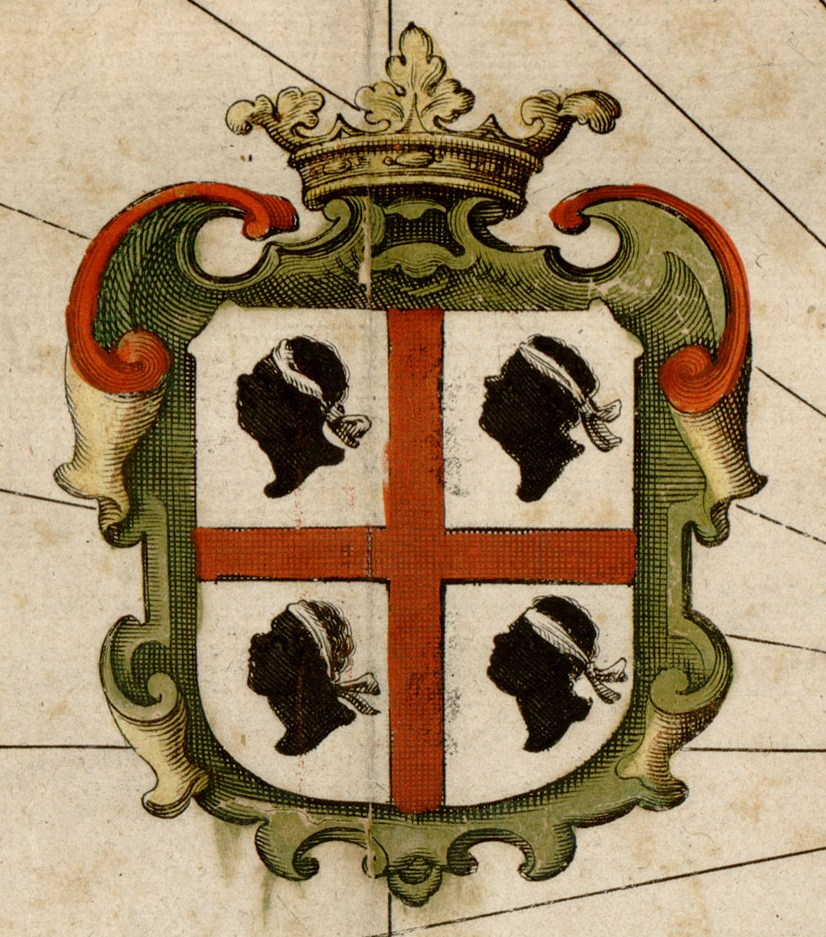
Huy hiệu của Vương quốc Sardegna từ thế kỷ 14

Sardegna ban đầu được cai trị bởi nền văn minh Nuragic, theo sau đó là cuộc xâm lược của Hy Lạp, bị người Carthage chinh phục và bị người La Mã chiếm đóng trong khoảng một nghìn năm, bao gồm cả thời kỳ cai trị của người Vandal vào thế kỷ thứ 5 và thế kỷ thứ 6 SCN. Trước khi Vương quốc Sardegna được thành lập, Sardegna được các judices (pháp quan) cai trị, và một số nhà cai trị được Hoàng đế La Mã Thần thánh phong tước hiệu Vua của Sardegna dù không có thực quyền.
Tước hiệu Rex Sardiniae et Corsicae (Vua của Sardegna và Corse) được thiết lập lần đầu tiên vào năm 1297, khi Giáo hoàng Bônifaciô VIII trao quyền thừa kế cho Chaime II của Aragón. Vương quyền Aragón bắt đầu cai trị Sardegna vào năm 1323. Cho đến năm 1479, khi Ferrando II của Aragón công nhận Corse là một phần của Cộng hòa Genova, những nhà cai trị Sardegna vẫn sử dụng tước hiệu Rex Corsicae (Vua của Corse). Corse trên thực tế nằm dưới sự cai trị của Genova kể từ năm 1284 và Vương quốc Sardegna và Corse được rút gọn tên thành Vương quốc Sardegna vào năm 1460, khi được hợp nhất thành một dạng liên bang các quốc gia, mỗi quốc gia có các thể chế riêng, được gọi là Vương quyền Aragón và chỉ thống nhất dưới quyền của nhà vua.
Các quốc vương của Vương quốc Sardegna và Corse từ năm 1323 và sau đó là Vương quốc Sardegna từ năm 1479 đến năm 1861 bao gồm Nhà Barcelona (1323–1410) và Nhà Trastámara (1412–1516), nhánh Tây Ban Nha của Nhà Habsburg (1516–1700) và Nhà Borbón (1700–1708), và nhánh Áo của Nhà Habsburg (1708–1720). Năm 1720, Vương quốc Sardegna được nhượng lại cho Nhà Savoia, cai trị Sardegna–Piedmont cho đến năm 1861 khi được đổi tên thành Vương quốc Ý (1861–1946). Trong suốt thời gian tồn tại từ năm 1297 đến năm 1861, có 24 vị vua từ bảy triều đại khác nhau đã trị vì vương quốc.

## Lịch sử ban đầu
Do không có nguồn tài liệu nên rất ít thông tin về lịch sử của nền văn minh Nuraghic được biết đến, nền văn minh đã xây dựng nên những công trình đá lớn ấn tượng từ thế kỷ 18 đến thế kỷ 12 TCN. Những ghi chép đầu tiên về Sardegna có nguồn gốc từ Hy Lạp nhưng liên quan nhiều đến thần thoại hơn là lịch sử thực tế. Một anh hùng người Châu Phi hoặc Iberia tên là Norax đã đặt tên cho thành phố là Nora. Sardo, con trai của Hercules, đã đặt tên cho hòn đảo, và một trong những người cháu trai là Iolaus đã lập nên thành phố Olbia. Việc người Hy Lạp xâm chiếm thành phố Olbia đã được xác nhận bằng các cuộc khai quật khảo cổ học gần đây. Vào cuối thế kỷ thứ 6 TCN, Sardegna bị người Carthage chinh phạt, và vào năm 238 TCN, nơi đây đã bị người La Mã chiếm đóng trong khoảng 1000 năm, với một thời gian nằm dưới sự thống trị của người Vandal vào thế kỷ thứ 5 và thế kỷ thứ 6 SCN.

## Nhà cai trị đầu thời trung cổ
- Godas 533–535

Theo Procopius, Godas là một thống đốc người Vandal của Sardegna đã nổi loạn chống lại nhà vua là Gelimer, người cai trị miền bắc châu Phi, Sardegna và Corse. Procopius viết rằng Godas đã cai trị như một vị vua nhưng đó là một vương quốc tồn tại trong thời gian ngắn. Godas bị đánh bại và giết chết sau hai năm bởi một đoàn viễn chinh từ Carthage do anh trai của vua Gelimer là Tzazo chỉ huy. Không lâu sau đó, quân đội La Mã do Hoàng đế Justinianus phái đến và tướng Belisarius chỉ huy đã tiêu diệt hoàn toàn vương quốc Vandal và Sardegna quay trở lại dưới sự quản lý của Đế quốc La Mã.

## Pháp quan
Trước khi Vương quốc Sardegna được thành lập, những người cai trị hòn đảo được gọi là archon (ἄρχοντες trong tiếng Hy Lạp) hoặc "pháp quan" (iudices trong tiếng Latinh, judices trong tiếng Sardegna, giudici trong tiếng Ý). Hòn đảo được tổ chức thành một "judicatus" từ thế kỷ thứ 9. Sau khi người Hồi giáo chinh phục Sicilia vào thế kỷ thứ 9, người Byzantine (cai trị Sardegna) không còn bảo vệ được tỉnh xa xôi hẻo lánh ở phía tây. Rất có thể một gia đình quý tộc địa phương đã lên nắm quyền, vẫn tự coi là chư hầu của người Byzantine nhưng trên thực tế là cai trị độc lập vì việc giao tiếp với Constantinople rất khó khăn. Trong số những nhà cai trị, chỉ có hai cái tên được biết đến là Salusios (Σαλούσιος) và protospatharios Turcoturios (Tουρκοτούριος), người có lẽ đã trị vì vào một thời điểm trong thế kỷ 10 và thế kỷ 11. Họ vẫn có mối liên hệ chặt chẽ với Byzantine, cả về hiệp ước chư hầu cổ đại  và về mặt văn hóa, với việc sử dụng tiếng Hy Lạp (ở một quốc gia có ngôn ngữ Rôman) và nghệ thuật Byzantine. Vào đầu thế kỷ 11, người Hồi giáo tại Tây Ban Nha cố gắng chinh phục hòn đảo. Những ghi chép duy nhất về cuộc chiến là từ biên niên sử Pisa và Genova. Phe Thiên chúa giáo giành được chiến thắng, nhưng sau đó vương quốc Sardegna bị chia thành bốn judicati nhỏ: Cagliari (Calari), Arborea (Arbaree), Gallura, Torres hoặc Logudoro. Một số nhà cai trị đã lấy danh hiệu vua (rex):
- 1113 – 1128 Costantino I, Pháp quan xứ Torres
- 1128 – 1150 Gonario II, Pháp quan xứ Torres

## Vua trên danh nghĩa
Một số nhà cai trị được nhận danh hiệu Vua của Sardegna (Rex Sardiniae) nhờ sự ban tặng của Hoàng đế La Mã Thần thánh, mặc dù hoàng đế không có bất kỳ quyền lực nào đối với vương quốc, khiến đây chỉ là tước vị không có thực quyền đối với Sardegna:
| Tên                   | Chân dung | Sinh                                                                        | Hôn nhân                                       | Mất                         |
| --------------------- | --------- | --------------------------------------------------------------------------- | ---------------------------------------------- | --------------------------- |
| Barisone II 1164–1165 |           | Oristano                                                                    | Pellegrina xứ Lacon 4 con Agalbursa xứ Cervera | 1186 Oristano hoặc Pisa     |
| Enzo 1238–1249        |           | k. 1218 Cremona Con trai ngoài giá thú của Friedrich II của Thánh chế La Mã | Adelasia xứ Torres                             | 14 tháng 3 năm 1272 Bologna |
| Filippo 1269–1277     |           | 1255/56 Con trai của Charles I xứ Anjou và Béatrice xứ Provence             | Isabella I xứ Villehardouin                    | 1277 Bari Thọ 21 tuổi       |

## Vua Sardegna và Corse
Năm 1297, Chaime II của Aragón được Giáo hoàng Bônifaciô VIII phong làm vua và được phong tước hiệu Vua của Sardegna và Corse (Rex Sardiniae et Corsicae). Tuy nhiên, Aragón không chiếm được hòn đảo Sardegna cho đến năm 1323, sau một chiến dịch quân sự thắng lợi chống lại người Pisa. Tước hiệu hoàng gia Sardegna không có dòng kế vị cụ thể và tất cả các vị vua đều sử dụng tước hiệu chính của riêng mình. Vương quốc ban đầu được gọi là Regnum Sardiniae et Corsicae (Vương quốc Sardegna và Corse) và được đổi tên thành Regnum Sardiniae (Vương quốc Sardegna) vào năm 1460, vì cái tên ban đầu đã bao gồm cả đảo Corse, nơi thực sự được cai trị bởi Genova kể từ năm 1284 cho đến khi được Ferrando II của Aragón công nhận là phần lãnh thổ của Genova. Ferrando II đã bỏ đi phần tên Corse vào năm 1479. Kể từ đó, tiền xu được đúc kể từ khi thành lập vương quốc cũng chỉ ghi chú về Sardegna. Từ năm 1297 đến năm 1861, có 24 vị vua qua bảy triều đại đã cai trị vương quốc. 

### Vương tộc Barcelona (Aragón), 1323–1410
| Tên                  | Chân dung           | Sinh                                                                                    | Hôn nhân | Mất                                       |
| -------------------- | ------------------- | --------------------------------------------------------------------------------------- | --- | ----------------------------------------- |
| Giacomo I 1323–1327  |                     | 10 tháng 8 năm 1267 Valencia Con trai của Pedro I và Custanza II của Sicilia            | Isabel của Castilla 1 tháng 12 năm 1291 Không có con cái Bianca xứ Anjou 29 tháng 10 năm 1295 10 con Marie de Lusignan 15 tháng 6 năm 1315 Không có con cái Elisenda de Montcada 25 tháng 12 năm 1322 Không có con cái | 5 tháng 11 năm 1327 Barcelona Thọ 60 tuổi |
| Alfonso I 1327–1336  | Alifonso I          | 1299 Napoli Con trai của Chaime II của Aragón và Bianca xứ Anjou                        | Teresa d'Entença 1314 7 con Leonor của Castilla 2 con | 27 tháng 1 năm 1336 Barcelona Thọ 37 tuổi |
| Pietro I 1336–1387   | Pedro IV của Aragón | 5 tháng 10 năm 1319 Balaguer Con trai của Alifonso IV của Aragón và Teresa d'Entença    | María của Navarra 1338 2 con Leonor của Bồ Đào Nha 1347 Không có con cái Eleonora của Sicilia 27 tháng 8 năm 1349 4 con                                                                                                | 5 tháng 1 năm 1387 Barcelona Thọ 68 tuổi  |
| Giovanni I 1387–1396 | Chuan I của Aragón  | 27 tháng 12 năm 1350 Perpignan Con trai của Pedro IV của Aragón và Eleonora của Sicilia | Marthe xứ Armagnac 27 tháng 3 năm 1373 1 con Yolande xứ Bar 1380 3 con | 19 tháng 5 năm 1396 Foixà Thọ 46 tuổi     |
| Martino I 1396–1410  | Martín I của Aragón | 1356 Girona Con trai của Pedro IV của Aragón và Eleonora của Sicilia                    | Maria de Luna 13 tháng 6 năm 1372 4 con Margalida xứ Prades 17 tháng 9 năm 1409 Không có con cái | 31 tháng 5 năm 1410 Barcelona Thọ 54 tuổi |

### Vương tộc Trastámara, 1412–1516
| Tên                    | Chân dung             | Sinh                                                                                         | Hôn nhân                                 | Mất                                     |
| ---------------------- | --------------------- | -------------------------------------------------------------------------------------------- | ---------------------------------------- | --------------------------------------- |
| Ferdinando I 1412–1416 | Ferrando I của Aragón | 27 tháng 11 năm 1380 Medina del Campo Con trai của Juan I của Castilla và Alionor của Aragón | Leonor xứ Alburquerque 1394 8 con        | 2 tháng 4 năm 1416 Igualada Thọ 36 tuổi |
| Alfonso II 1416–1458   | Alifonso V            | 1396 Medina del Campo Con trai của Ferrando I của Aragón và Leonor xứ Alburquerque           | María của Castilla 1415 Không có con cái | 27 tháng 6 năm 1458 Napoli Thọ 52 tuổi  |

## Vua Sardegna

### Vương tộc Trastámara, 1412–1516
| Tên                     | Chân dung              | Sinh                                                                                              | Hôn nhân                                                                                | Mất                                         |
| ----------------------- | ---------------------- | ------------------------------------------------------------------------------------------------- | --------------------------------------------------------------------------------------- | ------------------------------------------- |
| Giovanni II 1458–1479   | Chuan II của Aragón    | 29 tháng 6 năm 1398 Medina del Campo Con trai của Ferrando I của Aragón và Leonor xứ Alburquerque | Blanca I của Navarra 6 tháng 11 năm 1419 4 con Juana Enríquez tháng 4 năm 1444 2 con    | 20 tháng 1 năm 1479 Barcelona Thọ 80 tuổi   |
| Ferdinando II 1479–1516 | Ferrando II của Aragón | 10 tháng 3 năm 1452 Con trai của Chuan II của Aragón và Juana Enríquez                            | Isabel I của Castilla 19 tháng 10 năm 1469 5 con Germaine xứ Foix 1505 Không có con cái | 23 tháng 1 năm 1516 Madrigalejo Thọ 63 tuổi |
| Giovanna I 1516–1555    | Juana I của Castilla   | 6 tháng 11 năm 1479 Con gái của Ferrando II của Aragón và Isabel I của Castilla                   | Philipp IV xứ Bourgogne 1496 6 con                                                      | 12 tháng 4 năm 1555 Madrigalejo Thọ 75 tuổi |

Dù trên danh nghĩa là đồng trị vị với con trai Karl, tuy nhiên Juana đã bị giam cầm trong suốt thời gian trị vì.

### Vương tộc Habsburgo, 1516–1700
| Tên                                          | Chân dung                  | Sinh                                                                                 | Hôn nhân | Mất                                    |
| -------------------------------------------- | -------------------------- | ------------------------------------------------------------------------------------ | --- | -------------------------------------- |
| Carlo I Đồng trị vì với Giovanna I 1516–1556 | Karl V của Thánh chế La Mã | 24 tháng 2 năm 1500 Ghent Con trai của Felipe I của Castilla và Juana I của Castilla | Isabel của Bồ Đào Nha 10 tháng 3 năm 1526 3 con                                                                                                   | 21 tháng 9 năm 1558 Yuste Thọ 58 tuổi  |
| Filippo I 1556–1598                          | Felipe II của Tây Ban Nha  | 21 tháng 5 năm 1527 Valladolid Con trai của Carlo IV và Isabel của Bồ Đào Nha        | Maria Manuela của Bồ Đào Nha 1543 1 con Mary I của Anh 1554 Không có con cái Élisabeth của Valois 1559 2 con Anna của Áo 4 tháng 5 năm 1570 5 con | 13 tháng 9 năm 1598 Madrid Thọ 71 tuổi |
| Filippo II 1598–1621                         | Felipe III của Tây Ban Nha | 14 tháng 4 năm 1578 Madrid Con trai của Filippo I và Anna của Áo                     | Margarete của Áo 18 tháng 4 năm 1599 5 con | 31 tháng 3 năm 1621 Madrid Thọ 42 tuổi |
| Filippo III 1621–1665                        | Philip III                 | 8 tháng 4 năm 1605 Valladolid Con trai của Filippo II và Margarete của Áo            | Élisabeth của Pháp 1615 7 con Mariana của Áo 1649 5 con                                                                                           | 17 tháng 9 năm 1665 Madrid Thọ 60 tuổi |
| Carlo II 1665–1700                           | Carlos II của Tây Ban Nha  | 6 tháng 11 năm 1661 Madrid Con trai của Filippo III và Mariana của Áo                | Marie Louise của Orléans 19 tháng 11 năm 1679 Không có con cái Maria Anna xứ Neuburg 14 tháng 5 năm 1690 Không có con cái                         | 1 tháng 11 năm 1700 Madrid Thọ 38 tuổi |

### Vương tộc Borbón 1700–1708
| Tên                  | Chân dung                | Sinh                                                                                         | Hôn nhân                                                                                                 | Mất                                   |
| -------------------- | ------------------------ | -------------------------------------------------------------------------------------------- | --- | ------------------------------------- |
| Filippo IV 1700–1708 | Felipe V của Tây Ban Nha | 19 tháng 12 năm 1683 Versailles Con trai của Louis của Pháp và Maria Anna Victoria xứ Bayern | Maria Luisa Gabriella của Savoia 2 tháng 11 năm 1701 4 con Elisabetta Farnese 24 tháng 12 năm 1714 7 con | 9 tháng 7 năm 1746 Madrid Thọ 62 tuổi |

Sardegna bị quân đội Habsburg chiếm đóng vào năm 1708 trong Chiến tranh Kế vị Tây Ban Nha dưới danh nghĩa của người tuyên bố ngai vàng Tây Ban Nha là "Carlos III". Vào cuối cuộc chiến, Sardegna vẫn nằm trong quyền sở hữu của Karl, và theo Hiệp ước Rastatt, vương quốc đã được nhượng lại cho Hoàng đế La Mã Thần thánh.

### Vương tộc Habsburg (Nhánh Áo), 1708–1720
| Tên                 | Chân dung  | Sinh                                                                                                 | Hôn nhân                                                                  | Mất                                   |
| ------------------- | ---------- | --- | ------------------------------------------------------------------------- | ------------------------------------- |
| Carlo III 1708–1720 | Charles VI | 1 tháng 10 năm 1685 Viên Con trai của Leopold I của Thánh chế La Mã và Eleonore Magdalene xứ Neuburg | Elisabeth Christine xứ Braunschweig-Wolfenbüttel 1 tháng 8 năm 1708 4 con | 20 tháng 10 năm 1740 Viên Thọ 55 tuổi |

Lực lượng Tây Ban Nha đã xâm lược vương quốc Sardegna vào năm 1717 trong Chiến tranh Liên minh Tứ cường. Hòn đảo Sardegna nằm dưới sự chiếm đóng của quân đội Tây Ban Nha cho đến năm 1720 khi được trao trả lại cho Hoàng đế Karl VI, người sau đó nhượng lại hòn đảo cho Công tước xứ Savoia theo Hiệp ước Den Haag.

### Vương tộc Savoia, 1720–1861
Các quân chủ của vương tộc Savoia cai trị vương quốc từ thủ đô Torino trên đất liền, nhưng chủ yếu tự phong với tước hiệu Vua Sardegna do vị trí cao hơn so với tước hiệu Công tước xứ Savoia. Tuy nhiên, số thứ tự của các vị quân chủ vẫn tiếp tục theo danh sách của vương tộc Savoia.
| Tên                                                                       | Chân dung                      | Sinh | Hôn nhân | Mất                                         |
| ------------------------------------------------------------------------- | ------------------------------ | --- | --- | ------------------------------------------- |
| Vittorio Amedeo II của Savoia 17 tháng 2 năm 1720 – 3 tháng 9 năm 1730    | Vittorio Amedeo                | 14 tháng 5 năm 1666 Torino Con trai của Carlo Emanuele II của Savoia và Marie Jeanne Baptiste của Savoie-Nemours   | Anne Marie của Orléans 10 tháng 4 năm 1684 6 con | 31 tháng 10 năm 1732 Moncalieri Thọ 66 tuổi |
| Carlo Emanuele III của Savoia 3 tháng 9 năm 1730 – 20 tháng 2 năm 1773    | Carlo Emanuele III             | 27 tháng 4 năm 1701 Torino Con trai của Vittorio Amedeo II của Sardegna và Anne Marie của Orléans                  | Anna Christine xứ Sulzbach 15 tháng 3 năm 1722 1 con Polyxena xứ Hessen-Rotenburg 20 tháng 8 năm 1724 6 con Élisabeth Thérèse xứ Lorraine 5 tháng 3 năm 1737 3 con | 20 tháng 2 năm 1773 Torino Thọ 72 tuổi      |
| Vittorio Amedeo III của Savoia 20 tháng 2 năm 1773 – 16 tháng 10 năm 1796 | Vittorio Amedeo III            | 26 tháng 6 năm 1726 Torino Con trai của Carlo Emanuele III của Sardegna và Polyxena xứ Hessen-Rotenburg            | María Antonia Fernanda của Tây Ban Nha 31 tháng 5 năm 1750 12 con                                                                                                  | 16 tháng 10 năm 1796 Moncalieri Thọ 70 tuổi |
| Carlo Emanuele IV của Savoia 16 tháng 10 năm 1796 – 4 tháng 6 năm 1802    | Carlo Emanuele IV của Sardegna | 24 tháng 5 năm 1751 Torino Con trai của Vittorio Amedeo III của Sardegna và María Antonia Fernanda của Tây Ban Nha | Marie Clotilde của Pháp 27 tháng 8 năm 1775 Không có con cái | 6 tháng 10 năm 1819 Roma Thọ 68 tuổi        |
| Vittorio Emanuele I của Savoia 4 tháng 6 năm 1802 – 12 tháng 3 năm 1821   | Vittorio Emanuele I            | 24 tháng 7 năm 1759 Torino Con trai của Vittorio Amedeo III của Sardegna và María Antonia Fernanda của Tây Ban Nha | Maria Theresia của Áo-Este 21 tháng 4 năm 1789 7 con | 10 tháng 1 năm 1824 Moncalieri Thọ 64 tuổi  |
| Carlo Felice của Savoia 12 tháng 3 năm 1821 – 27 tháng 4 năm 1831         | Carlo Felice của Sardegna      | 6 tháng 4 năm 1765 Torino Con trai của Vittorio Amedeo III của Sardegna và María Antonia Fernanda của Tây Ban Nha  | Maria Cristina của Napoli và Sicilia 7 tháng 3 năm 1807 Không có con cái                                                                                           | 27 tháng 4 năm 1831 Torino Thọ 66 tuổi      |
| Carlo Alberto của Savoia 27 tháng 4 năm 1831 – 23 tháng 3 năm 1849        | Carlo Alberto I của Sardegna   | 2 tháng 10 năm 1798 Torino Con trai của Carlo Emanuele, Thân vương xứ Carignano và Maria Christina xứ Sachsen      | Maria Theresia của Áo 30 tháng 9 năm 1817 3 con | 28 tháng 7 năm 1849 Porto Thọ 50 tuổi       |
| Vittorio Emanuele II của Savoia 23 tháng 3 năm 1849 – 17 tháng 3 năm 1861 | Vittorio Emanuele II           | 14 tháng 3 năm 1820 Torino Con trai của Carlo Alberto I của Sardegna và Maria Theresia của Áo                      | Adelheid của Áo 12 tháng 4 năm 1842 8 con Rosa Vercellana 18 tháng 10 năm 1869 2 con                                                                               | 9 tháng 1 năm 1878 Roma Thọ 57 tuổi         |

Năm 1861, sau khi sáp nhập các quốc gia khác trên bán đảo Ý, Quốc hội Vương quốc Sardegna đã thông qua một đạo luật (Legge n. 4671, 17 tháng 3 năm 1861) bổ sung thêm tước hiệu Vua của Ý vào danh hiệu của quốc vương, mặc dù các quốc vương vẫn giữ nguyên tước hiệu Vua của Sardegna. Do đó, Vương quốc Sardegna do nhà Savoia lãnh đạo là quốc gia tiền thân hợp pháp của Vương quốc Ý, và Vương quốc Ý lại là tiền thân của Cộng hòa Ý ngày nay.

## Vua Ý

### Vương tộc Savoia, 1861–1946
| Tên                                                                      | Chân dung                   | Sinh                                                                                            | Hôn nhân                                                                             | Mất                                         |
| ------------------------------------------------------------------------ | --------------------------- | ----------------------------------------------------------------------------------------------- | ------------------------------------------------------------------------------------ | ------------------------------------------- |
| Vittorio Emanuele II của Savoia 17 tháng 3 năm 1861 – 9 tháng 1 năm 1878 | Vittorio Emanuele II của Ý  | 14 tháng 3 năm 1820 Torino Con trai của Carlo Alberto I của Sardegna và Maria Theresia của Áo   | Adelheid của Áo 12 tháng 4 năm 1842 8 con Rosa Vercellana 18 tháng 10 năm 1869 2 con | 9 tháng 1 năm 1878 Roma Thọ 57 tuổi         |
| Umberto I của Ý 9 tháng 1 năm 1878 – 29 tháng 7 năm 1900                 | Umberto I của Ý             | 14 tháng 3 năm 1844 Torino Con trai của Vittorio Emanuele II của Savoia và Adelheid của Áo      | Margherita của Savoia 21 tháng 4 năm 1868 1 con                                      | 29 tháng 7 năm 1900 Monza Thọ 56 tuổi       |
| Vittorio Emanuele III của Ý 29 tháng 7 năm 1900 – 9 tháng 5 năm 1946     | Vittorio Emanuele III của Ý | 11 tháng 11 năm 1869 Napoli Con trai của Umberto I của Ý và Margherita của Savoia               | Jelena của Montenegro 24 tháng 10 năm 1896 5 con                                     | 28 tháng 12 năm 1947 Alexandria Thọ 78 tuổi |
| Umberto II của Ý 9 tháng 5 năm 1946 – 12 tháng 6 năm 1946                | Umberto II của Ý            | 15 tháng 9 năm 1904 Racconigi Con trai của Vittorio Emanuele III của Ý và Jelena của Montenegro | Marie José của Bỉ 8 tháng 1 năm 1930 4 con                                           | 18 tháng 3 năm 1983 Geneva Thọ 78 tuổi      |

Vương quốc Ý bị giải thể sau cuộc trưng cầu dân ý về chính thể được tổ chức vào ngày 2 tháng 6 năm 1946, và sau đó Cộng hòa Ý được tuyên bố thành lập.